# Królestwo Longobardów
Królestwo Longobardów (łac. Regnum Langobardorum) – państwo stworzone w Italii przez zachodniogermański lud Longobardów.
Zamieszkujący na początku naszej ery nad środkową Łabą Longobardowie w VI wieku przenieśli się do Panonii, skąd zostali wyparci przez Awarów i w 568 pojawili się w Italii. Po opanowaniu jej północnej części (od nazwy ludu pochodzi nazwa Lombardii) utworzyli własne państwo ze stolicą w Pawii, a następnie zajęli większą część Półwyspu Apenińskiego, z wyjątkiem posiadłości bizantyjskich, w tym Egzarchatu Rawenny i różnych obszarów nadmorskich. 
W okresie 571-574 południowe części królestwa uzyskały autonomię. 
Początkowo wyznający arianizm Longobardowie za panowania Agilulfa (zm. 616) przyjęli katolicyzm, co przyspieszyło ich romanizację. Wzmocnienie królestwa Longobardów za panowania Liutpranda (711–744) oraz ich napór na papieski Rzym wywołały w 754 i 756 interwencję Franków. W 774 Karol Wielki zdetronizował panującego wówczas Dezyderiusza i przejął żelazną koronę Longobardów (przekazał ją w 781 swojemu synowi Pepinowi), a ich państwo włączył do państwa Franków.